# Мидлсекс (Њу Џерзи)
Мидлсекс (енгл. Middlesex) град је у америчкој савезној држави Њу Џерзи.

## Демографија
По попису из 2010. године број становника је 13.635, што је 82 (-0,6%) становника мање него 2000. године.
| Група             | 2000.          | 2010.         |
| Белци             | 11.299 (82,4%) | 9.748 (71,5%) |
| Афроамериканци    | 461 (3,4%)     | 699 (5,1%)    |
| Азијати           | 570 (4,2%)     | 818 (6,0%)    |
| Хиспаноамериканци | 1.235 (9,0%)   | 2.246 (16,5%) |
| Укупно            | 13.717         | 13.635        |